# 채드 스미스
채드 스미스(Chad Smith, 1961년 10월 25일 ~ )는 미국의 드러머로, 레드 핫 칠리 페퍼스의 일원이다.

## 윌 페럴과 닮음
채드 스미스는 배우 겸 코미디언 윌 페럴과 매우 비슷하게 생겼다. 채드 스미스는 라이브 공연에서 "나는 윌 페럴이 아니다"라고 쓰여진 셔츠를 입은 적이 있다. 이 둘은 영화 The Ladies Man (2000)의 프리미어에서 처음 만났다. 채드 스미스는 윌 페럴을 보고 "내가 저렇게 생겼다고?"라고 생각했고, 윌 페럴은 채드 스미스를 훑어보고 "너 정말 잘 생겼다"라고 말하고 사라졌다고 한다. 이에 채드 스미스는 멍하니 서서, "재미있는 친구네, 재미있어."라고 생각했다고 한다.